# Municipio de Prairie (condado de Franklin, Ohio)
El municipio de Prairie (en inglés: Prairie Township) es un municipio ubicado en el condado de Franklin en el estado estadounidense de Ohio. En el año 2010 tenía una población de 16 498 habitantes y una densidad poblacional de 333,28 personas por km².

## Geografía
El municipio de Prairie se encuentra ubicado en las coordenadas 39°56′20″N 83°11′11″O / 39.93889, -83.18639. Según la Oficina del Censo de los Estados Unidos, el municipio tiene una superficie total de 49.5 km², de la cual 49,22 km² corresponden a tierra firme y (0,57 %) 0,28 km² es agua.

## Demografía
Según el censo de 2010, había 16 498 personas residiendo en el municipio de Prairie. La densidad de población era de 333,28 hab./km². De los 16 498 habitantes, el municipio de Prairie estaba compuesto por el 86,83 % blancos, el 4,5 % eran afroamericanos, el 0,37 % eran amerindios, el 1,08 % eran asiáticos, el 4,64 % eran de otras razas y el 2,58 % eran de una mezcla de razas. Del total de la población el 7,23 % eran hispanos o latinos de cualquier raza.